# Tim Kelley
Pour les articles homonymes, voir Kelley.
Timothy « Tim » Kelley est un skieur alpin américain, né le 20 mai 1986 à Burlington. Il est spécialiste du slalom.

## Biographie
Fils de Lindy Cochran, aussi skieuse alpine, Tim Kelley apprend le ski au club de ski de la famille Cochran. Son frère Robby et sa sœur ont aussi pris la voie du ski alpin.
Il prend le départ de ses premières courses FIS en 2001-2002. Lors de la saison 2003-2004, il entre dans le circuit de la Coupe nord-américaine, dans laquelle il signe sa première victoire en 2007 à Panorama.
Aux Championnats du monde junior, il obtient son meilleur résultat en 2006, avec une cinquième place au slalom au Mont Saint-Anne.
Il fait ses débuts en Coupe du monde en novembre 2007 à Reiteralm. En 2008, il obtient deux victoires dans la Coupe nord-américaine en slalom et super-combiné, mais doit attendre 2014 pour gagner de nouveau à ce niveau. Il participe à quelques compétitions de la Coupe du monde en 2008 et 2009 et une en 2010 à Kitzbühel, mais échoue à chaque fois à se qualifier en deuxième manche sur les slaloms.
En 2011, alors étudiant pour l'Université du Vermont, il devient champion NCAA du slalom pour sa première tentative.
Il fait son retour dans la Coupe du monde en 2014 à Wengen et atteint sa première deuxième manche en slalom à Adelboden en 2015, sans finir le parcours. Il est alors sélectionné pour les Championnats du monde à Beaver Creek, où il conclut le slalom à la 23e place, son premier classement officiel dans l'élite.
En janvier 2016, en terminant douzième du slalom de Wengen, il marque ses premiers points dans la Coupe du monde et signe son meilleur résultat au niveau mondial, avant de se classer 21e à Kitzbühel. Il ne prolonge pas sa carrière sportive au-delà de cette saison cependant.

## Palmarès

### Championnats du monde
| Édition / Épreuve          | Slalom géant |
| -------------------------- | ------------ |
| Mondiaux 2015 Beaver Creek | 23e          |

### Coupe du monde
- Meilleur classement général : 118e en 2016.
- Meilleur résultat sur une manche : 12e.

| Saison/Classement | Général | Général | Slalom | Slalom |
| Saison/Classement | Class.  | Points  | Class. | Points |
| ----------------- | ------- | ------- | ------ | ------ |
| 2016              | 118e    | 22      | 32e    | 22     |

### Coupe nord-américaine
- 2e du classement de slalom en 2007 et 2016.
- 12 podiums, dont 6 victoires.